# Eric Louis Kohler
Eric Louis Kohler (Owosso, Míchigan, 9 de julio de 1892 - 20 de febrero de 1976) fue un contador estadounidense, autor de un diccionario de contabilidad muy utilizado en Estados Unidos desde su publicación en 1952: A Dictionary for Accountants (Un diccionario para contadores).

## Biografía
Nació el 9 de julio de 1892 en Owosso (Míchigan). Sus padres fueron F. Edwin y Kate Evelyn Bentley Kohler. Realizó sus estudios universitarios en la Universidad de Míchigan y se graduó en 1914. Después obtuvo una maestría en la Universidad de Northwestern y trabajó en Arthur Andersen desde 1915 hasta 1920 (salvo por una temporada en el Army Quartermaster Corps durante la Primera Guerra Mundial). De 1922 a 1928 ocupó un puesto de profesor en Northwestern, mientras trabajaba también con Paul W. Pettengill para su propia firma de contabilidad, Kohler, Pettengill & Co. De 1935 a 1937 trabajó de nuevo para Arthur Andersen.
Durante este período, Kohler escribió o coescribió varios libros sobre contabilidad, entre ellos Accounting Principles Underlying Federal Income Taxes, Principles of Auditing y Accounting for Business Executives. Fue presidente de la American Accounting Association (Asociación Contable Americana|) en 1936, función que volvería a desempeñar en 1946, y editor de The Accounting Review desde 1928 hasta 1942.
En 1938, ingresó al servicio público como contralor de la Autoridad del Valle de Tennessee, cargo que ocupó hasta 1941. Durante la Segunda Guerra Mundial trabajó en la Oficina de Gestión de Emergencias, en la Junta de Producción de Guerra y en la Administración de Petróleo para la Guerra. Recibió la Medalla de Oro del Instituto Americano de Contadores Públicos Certificados en 1945. Fue contralor de la Administración de Cooperación Económica, que supervisó el Plan Marshall, en 1948 y 1949, y también trabajó como consultor privado en el período de posguerra.
En 1937 se disolvió el Comité de Terminología del Instituto Americano de Contadores. Kohler tenía la firme convicción de que la terminología de la contabilidad debía ser precisa y significativa, evitando términos vagos con significados dependientes de la situación. Para llevar estas ideas a la práctica de la contabilidad y articular sus teorías sobre la contabilidad adecuada, comenzó a trabajar en su A Dictionary for Accountants (Un diccionario para contadores), que publicó en 1952. El diccionario se convirtió en el trabajo de su vida; pasaría por cinco ediciones en su vida (la quinta en 1975) y continuó editándose más tarde.
En las décadas de 1950 y 1960, además de realizar tareas de consultoría y trabajar en su diccionario, se desempeñó como profesor visitante en varias universidades y escribió dos libros más, Accounting in the Federal Government y Accounting for Management. Alpha Kappa Psi le otorgó el Premio de la Fundación en 1958. En 1961 pasó a ser en el 25º miembro del Salón de la Fama de la Contabilidad.
Kohler murió, soltero, el 20 de febrero de 1976.

## Obras (selección)
Kohler publicó varios libros y más de 100 artículos. Libros, una selección:
- Principios contables subyacentes a los impuestos federales sobre la renta, 1924.
- Principios de auditoría, 1924 (con Paul W. Pettengill).
- Principios de Contabilidad, 1926 (con Paul L. Morrison).
- Contabilidad para ejecutivos de negocios, 1927.
- Problemas de contabilidad avanzada y soluciones a problemas de contabilidad avanzada, 1939.
- Auditoría, una introducción al trabajo del contador público. 1947.
- Diccionario para contadores, 1952.
- Contabilidad en el Gobierno Federal, 1956 (con Howard W. Wright).
- Contabilidad para la administración, 1965.